# Équipe d'Algérie de football à la Coupe d'Afrique des nations 2002
Cet article relate le parcours de l’Équipe d'Algérie de football lors de la Coupe d'Afrique des nations de football 2002 organisée par le Mali du 19 janvier 2002 au 20 février 2002.

## Effectif
| N° | Pos. | Nom                  | Date de Naissance | Sél. | Buts | Club              |
| -- | ---- | -------------------- | ----------------- | ---- | ---- | ----------------- |
| 1  | GB   | Lounès Gaouaoui      | 28 septembre 1977 | 0    | 0    | JS Kabylie        |
| 12 | GB   | Salah Mohamed Samadi | 7 juillet 1976    | 0    | 0    | USM Blida         |
| 22 | GB   | Merouane Abdouni     | 27 mars 1981      | 0    | 0    | USM El Harrach    |
|    |      |                      |                   |      |      |                   |
| 2  | DF   | Yacine Slatni        | 3 novembre 1973   | 0    | 0    | MC Alger          |
| 3  | DF   | Moulay Haddou        | 14 juin 1975      | 0    | 0    | MC Oran           |
| 5  | DF   | Mounir Zeghdoud      | 18 novembre 1970  | 0    | 0    | USM Alger         |
| 13 | DF   | Brahim Zafour        | 30 novembre 1977  | 0    | 0    | JS Kabylie        |
| 14 | DF   | Nassim Bounekdja     | 23 octobre 1976   | 0    | 0    | CR Belouizdad     |
| 17 | DF   | Slimane Rahou        | 20 octobre 1975   | 0    | 0    | JS Kabylie        |
| 19 | DF   | Smail Diss           | 2 décembre 1976   | 0    | 0    | USM Blida         |
| 20 | DF   | Mahieddine Meftah    | 25 septembre 1968 | 0    | 0    | USM Alger         |
| 21 | DF   | Mohamed Bradja       | 16 novembre 1969  | 0    | 0    | ESTAC Troyes      |
|    |      |                      |                   |      |      |                   |
| 4  | ML   | Nasredine Kraouche   | 27 août 1979      | 0    | 0    | KAA La Gantoise   |
| 6  | ML   | Yazid Mansouri       | 25 février 1978   | 0    | 0    | Le Havre AC       |
| 7  | ML   | Omar Belbey          | 7 octobre 1973    | 0    | 0    | Montpellier HSC   |
| 8  | ML   | Billel Dziri         | 21 janvier 1972   | 0    | 0    | USM Alger         |
| 10 | ML   | Abdelhafid Tasfaout  | 11 février 1969   | 0    | 0    | En Avant Guingamp |
| 16 | ML   | Lounès Bendahmane    | 3 avril 1977      | 0    | 0    | JS Kabylie        |
|    |      |                      |                   |      |      |                   |
| 9  | AT   | Farid Ghazi          | 16 mars 1974      | 0    | 0    | Baniyas SC        |
| 11 | AT   | Kamel Kherkhache     | 21 mars 1973      | 0    | 0    | USM Blida         |
| 15 | AT   | Nassim Akrour        | 10 juillet 1974   | 0    | 0    | FC Istres         |
| 18 | AT   | Rafik Saïfi          | 7 février 1975    | 0    | 0    | ESTAC Troyes      |

## Phase qualificative
L'Algérie a été exempte du 1er tour des qualifications à la Coupe d'Afrique des nations de football 2002. Elle est donc directement qualifiée pour le second tour.

### Groupe 4
| R  | Équipe       | MJ | V | N | D | Bp | Bc | Diff. | Pts. |
| -- | ------------ | -- | - | - | - | -- | -- | ----- | ---- |
| 1. | Algérie      | 6  | 3 | 2 | 1 | 9  | 7  | +2    | 11   |
| 2. | Burkina Faso | 6  | 3 | 2 | 1 | 4  | 3  | +1    | 11   |
| 3. | Angola       | 6  | 2 | 2 | 2 | 8  | 7  | +1    | 8    |
| 4. | Burundi      | 6  | 0 | 2 | 4 | 2  | 6  | -4    | 2    |

| Date             | Lieu        | Équipe 1     | Score | Équipe 2     |
| ---------------- | ----------- | ------------ | ----- | ------------ |
| 3 septembre 2002 | Alger       | Algérie      | 1-1   | Burkina Faso |
| 8 octobre 2001   | Luanda      | Angola       | 2-2   | Algérie      |
| 12 janvier 2001  | Alger       | Algérie      | 2-1   | Burundi      |
| 25 mars 2001     | Bujumbura   | Burundi      | 0-1   | Algérie      |
| 1er juin 2001    | Annaba      | Algérie      | 3-2   | Angola       |
| 17 juin 2001     | Ouagadougou | Burkina Faso | 1-0   | Algérie      |

## Phase Finale

### 1ertour

#### Groupe A
| 21 janvier 2002 | Algérie | 0 – 1 | Nigeria      | Stade du 26 Mars, Bamako                           |                                                    |
| 16:00           |         |       | 43e Aghahowa | Spectateurs : 10 000 Arbitrage : Felix Tangawarima | Spectateurs : 10 000 Arbitrage : Felix Tangawarima |

| 25 janvier 2002 | Liberia                | 2 – 2 | Algérie                     | Stade du 26 Mars, Bamako                             |                                                      |
| 19:30           | Daye 7e · K. Sebwe 72e |       | 45e Akrour · 90+1e Kraouche | Spectateurs : 4 000 Arbitrage : Raphaël Evehe Divine | Spectateurs : 4 000 Arbitrage : Raphaël Evehe Divine |

| 28 janvier 2002 | Mali                     | 2 – 0 | Algérie | Stade du 26 Mars, Bamako                       |                                                |
| 18:00           | Bagayoko 18e · Touré 24e |       |         | Spectateurs : 50 000 Arbitrage : Lim Kee Chong | Spectateurs : 50 000 Arbitrage : Lim Kee Chong |

| Place | Club    | Pts | J | V | N | D | Buts + | Buts - | Diff. |
| 1er   | Nigeria | 7   | 3 | 2 | 1 | 0 | 2      | 0      | +2    |
| 2e    | Mali    | 5   | 3 | 1 | 2 | 0 | 3      | 1      | +2    |
| 3e    | Liberia | 2   | 3 | 0 | 2 | 1 | 3      | 4      | -1    |
| 4e    | Algérie | 1   | 3 | 0 | 1 | 2 | 2      | 5      | -3    |

## Podium final
|                            | Cameroun                    |
|                            | Médaille d'or, Afrique      |
| Sénégal                    |                             |
| Médaille d'argent, Afrique | Nigeria                     |
| Médaille d'argent, Afrique | Médaille de bronze, Afrique |

## Meilleurs buteurs de l'équipe
- 1 but
  - Nassim Akrour
  - Nasredine Kraouche